# Генерал-губернатор Малави

В настоящую статью содержит список лиц, занимавших государственные должности генерал-губернатора Малави (1964—1966 годы) и предшествовавшую ей губернатора Ньясаленда (1907—1964 годы).

## Генерал-губернаторМалави
Генера́л-губерна́тор Мала́ви (англ. Governor-General of Malawi) являлся представителем британского монарха в государстве Малави с 1964 по 1966 год. Он назначался короной и выступал в качестве главы государства, получая инструкции от британского правительства.
Независимость Малави (англ. Malawi) была провозглашена 6 июля 1964 года. Новое государство стало королевством в составе Содружества, во главе с королевой Елизаветой II, титул которой применительно к Малави звучал как По милости Божьей, королева Малави и её других королевств и территорий, глава Содружества (англ. By the Grace of God Queen of Malawi and of Her other Realms and Territories, Head of the Commonwealth). На территории страны королеву представлял назначаемый ею генерал-губернатор.
6 июля 1966 года Малави была провозглашена республикой.
| № | Генерал-губернатор | Генерал-губернатор                                            | Начало полномочий | Окончание полномочий | Монарх       |
| - | ------------------ | ------------------------------------------------------------- | ----------------- | -------------------- | ------------ |
| 1 |                    | Сэр Глин Смолвуд Джонс (1908—1992) англ. Glyn Smallwood Jones | 6 июля 1964       | 6 июля 1966          | Елизавета II |

## Список губернаторовНьясаленда
Губерна́тор Ньясале́нда (англ. Governor of Nyasaland) являлся представителем британского монарха в протекторате Ньясаленд с 1907 по 1964 год. Он назначался короной и выступал в качестве главы государства, получая инструкции от британского правительства.
Протекторат Ньясаленд (англ. Nyasaland) возник в 1907 году, когда это наименование получил основанный в 1889 году Британский протекторат Центральной Африки (англ. British Central Africa Protectorate). В 1953 году протекторат вошёл в состав Федерации Родезии и Ньясаленда, в 1963 федерация была распущена.
9 мая 1963 года протекторат получил право самоуправления. 31 декабря 1963 года название протектората было изменено на «Малави», в связи с чем должность губернатора получила наименование Губерна́тор Мала́ви (англ. Governor of Malawi).
6 июля 1964 года протекторат получил независимость, став государством Малави.
| №                                                            | Губернатор   | Губернатор | Начало полномочий | Окончание полномочий | Монарх     |
| ------------------------------------------------------------ | ------------ | --- | ----------------- | -------------------- | ---------- |
| и. о.                                                        |              | бригадный генерал, Сэр Уильям Генри Мэннинг (1863—1932) англ. William Henry Manning                                    | октябрь 1907      | 1 мая 1908           | Эдуард VII |
| 1                                                            |              | Сэр Альфред Шарп (1853—1935) англ. Alfred Sharpe                                                                       | 1 мая 1908        | 1 апреля 1910        | Эдуард VII |
| и. о.                                                        |              | Фрэнсис Барроу Пирс (1865—1926) англ. Francis Barrow Pearce                                                            | 1 апреля 1910     | 4 июля 1910          | Эдуард VII |
| и. о.                                                        | Георг V      | Фрэнсис Барроу Пирс (1865—1926) англ. Francis Barrow Pearce                                                            | 1 апреля 1910     | 4 июля 1910          |            |
| и. о.                                                        |              | Генри Ричард Уоллис (1866—1946) англ. Henry Richard Wallis                                                             | 4 июля 1910       | 6 февраля 1911       |            |
| и. о.                                                        |              | бригадный генерал, Сэр Уильям Генри Мэннинг (1863—1932) англ. William Henry Manning                                    | 6 февраля 1911    | 23 сентября 1913     |            |
| 2                                                            |              | Сэр Джордж Смит (1858—1938) англ. George Smith                                                                         | 23 сентября 1913  | 12 апреля 1923       |            |
| и. о.                                                        |              | Ричард Симс Донкин Рэнкайн (1875—1961) англ. Richard Sims Donkin Rankine                                               | 12 апреля 1923    | 27 марта 1924        |            |
| 3                                                            |              | Сэр Чарльз Колверт Бауринг (1872—1945) англ. Charles Calvert Bowring                                                   | 27 марта 1924     | 30 мая 1929          |            |
| и. о.                                                        |              | подполковник, Сэр Уилфред Беннетт Дэвидсон-Хьюстон (1870—1960) англ. Wilfred Bennett Davidson-Houston                  | 30 мая 1929       | 7 ноября 1929        |            |
| 4                                                            |              | Сэр Томас Шентон Уайтлегг Томас (1879—1962) англ. Thomas Shenton Whitelegge Thomas                                     | 7 ноября 1929     | 22 ноября 1932       |            |
| 5                                                            |              | майор, Сэр Хьюберт Уинтроп Янг (1885—1950) англ. Hubert Winthrop Young                                                 | 22 ноября 1932    | 9 апреля 1934        |            |
| и. о.                                                        |              | Кеннет Ламберт Холл (1885—1950) англ. Kenneth Lambert Hall                                                             | 9 апреля 1934     | 21 сентября 1934     |            |
| 6                                                            |              | Сэр Гарольд Бакстер Киттермастер (1879—1939) англ. Harold Baxter Kittermaster                                          | 21 сентября 1934  | 20 марта 1939        |            |
| 6                                                            | Эдуард VIII  | Сэр Гарольд Бакстер Киттермастер (1879—1939) англ. Harold Baxter Kittermaster                                          | 21 сентября 1934  | 20 марта 1939        |            |
| 6                                                            | Георг VI     | Сэр Гарольд Бакстер Киттермастер (1879—1939) англ. Harold Baxter Kittermaster                                          | 21 сентября 1934  | 20 марта 1939        |            |
| 7                                                            |              | Сэр Генри Чарльз Дональд Кливленд Маккензи-Кеннеди (1889—1965) англ. Henry Charles Donald Cleaveland Mackenzie-Kennedy | 20 марта 1939     | 8 августа 1942       |            |
| 8                                                            |              | Сэр Эдмунд Чарльз Смит Ричардс (1889—1955) англ. Edmund Charles Smith Richards                                         | 8 августа 1942    | 27 марта 1947        |            |
| С 27 марта 1947 года по 30 марта 1948 года пост был вакантен |              | |                   |                      |            |
| 9                                                            |              | Сэр Джеффри Фрэнсис Тейлор Колби (1901—1958) англ. Geoffrey Francis Taylor Colby                                       | 30 марта 1948     | 10 апреля 1956       |            |
| 9                                                            | Елизавета II | Сэр Джеффри Фрэнсис Тейлор Колби (1901—1958) англ. Geoffrey Francis Taylor Colby                                       | 30 марта 1948     | 10 апреля 1956       |            |
| 10                                                           |              | Сэр Роберт Персиваль Армитижд (1906—1990) англ. Robert Persival Armitage                                               | 10 апреля 1956    | 10 апреля 1961       |            |
| 11                                                           |              | Сэр Глин Смолвуд Джонс (1908—1992) англ. Glyn Smallwood Jones                                                          | 10 апреля 1961    | 6 июля 1964          |            |